# Nuno Vasconcellos
Nuno Rocha dos Santos de Almeida e Vasconcellos (Lisboa, 21 de Novembro de 1964) é um empresário luso-brasileiro com uma carreira voltada para a área de telecomunicações, mídia, tecnologia e  negócios imobiliários tanto em Portugal como no Brasil. É presidente do portal de notícias IG  e mantém no jornal O Dia, do qual é diretor, a coluna dominical Um Olhar Sobre o Rio — com temas relacionados com a vida e a política na cidade e no estado do Rio de Janeiro.

## Formação
Nasceu em Lisboa, onde viveu até aos 11 anos. Nesta época, foi para a Bélgica, onde cursou o secundário em um colégio interno. Depois frequentou um colégio militar nos Estados Unidos, no Estado da Georgia.

## Projeção no mercado
Aos 41 anos, depois de quase 20 anos trabalhando em multinacionais, Nuno pediu um investimento à sua família para criar o Ongoing Strategy Investments. O grupo teve um crescimento rápido e se beneficiou da venda de vários ativos, como a área de cabo da Portugal Telecom e a venda da Vivo, a maior empresa de celular do Brasil. Em 2007, a Ongoing apresentou resultados líquidos de 375 milhões de euros e entrou no top 10 de empresas portuguesas. O sucesso projetou Nuno como figura pública. Naquele mesmo ano, a família Rocha dos Santos já era apontada como a 21ª mais rica do país. 
Nuno Vasconcellos travou com seu padrinho Balsemão uma batalha pelo controle do grupo Impresa, que na época era o maior conglomerado privado de mídia de Portugal. O estremecimento começou quando Nuno propôs um aumento de capital com o objetivo de reduzir dívida e capitalizar a Impresa. Balsemão reprovou o atrevimento do afilhado de querer ampliar a sua participação acionária na empresa e rompeu relações.  Vasconcellos vendeu, então, sua participação na Impresa, mas tentou adquirir 35% das ações da MediaCapital, outro importante grupo de mídia em Portugal.  A ERC (Entidade Reguladora de Comunicação Social) interveio e não permitiu, alegando que o negócio constituiria um "excesso de concentração". 
O Grupo Ongoing era multisetorial, mas estava focado em áreas de Telecomunicações, Mídia e Tecnologia. Quando integrava o conselho de administração da Portugal Telecom (Pharol), Nuno possuía o controle da companhia em conjunto o Banco Espírito Santo, cada um com 10% das ações. Em 2003, a Portugal Telecom era sócia majoritária da Vivo com 50% das ações, participação que foi liquidada em 2010 com a venda de todos os ativos para a Telefônica. Dois anos antes, em 2001, a empresa já havia investido no UOL, na época um dos maiores provedores de internet do Brasil. Inicialmente a participação era de 50%, mas após o IPO, em 2005, o percentual caiu para 30%. No final de 2010, todos os ativos foram vendidos para o empresário João Alves de Queiroz Filho. No setor dos meios de comunicação, detinha ainda o jornal Diário Económico e o canal de televisão Etv , líder do mercado de informação econômica em Portugal, e uma posição de quase 30% no Grupo Impresa.
Nuno Vasconcellos, então presidente da Ongoing, se juntou a Ricardo Salgado, ex-líder do Grupo Espírito Santo (GES), para travar a Oferta Pública de Aquisição (OPA) da Sonaecom sobre a Portugal Telecom, em 2007. Com pouco mais de 2% das ações e ajuda de alguns private equities ingleses, usou a sua posição no grupo para votar contra a OPA da Sonae sobre a PT. O empresário articulou uma engenhosa ação com a criação de uma associação de pequenos acionistas minoritários da PT, com 1% de capital (cedido por Nuno), e convenceu a opinião pública que a OPA seria desfavorável à Portugal Telecom. A associação era composta também por políticos de diferentes linhas ideológicas, o que lhe trouxe maior credibilidade. A artimanha custou caro a Nuno, que passou a ser alvo frequente do jornal Público, controlado pela Sonae.
A projeção fez com que integrasse a Clinton Global Initiative, movimento criado em 2005 pelo ex-presidente dos EUA Bill Clinton, com o objetivo de estabelecer uma comunidade de líderes globais para encontrar soluções inovadoras para os desafios mais prementes no mundo. Foi o único empresário português a participar no encontro anual de 2010, em Nova Iorque.
Integra a Maçonaria como membro da Loja Mozart, n.º 49, da Grande Loja Legal de Portugal, na qual foi Venerável Mestre.. 

## Reviravolta nos negócios
Ao mesmo tempo que o seu grupo ganhava importância também acumulou resistências, polêmicas e inimigos. O Ongoing entrou em quase todas as guerras empresariais ao longo de sua trajetória. 
A falência em Portugal do Grupo Ongoing ocorreu em 2016 pela inesperada derrocada do Banco Espírito Santo. Uma das empresas controladoras do banco acaba devendo a Portugal Telecom 950 milhões de euros, sem conhecimento das outras partes envolvidas. O montante não foi pago e derrubou a Portugal Telecom e o Banco Espírito Santo, levando todo o mercado financeiro português quase ao ponto de ruptura, arrastando empresas familiares à falência.